# Rosana Kiroska
Rosana Kiroska, mk. Росана Кировска (ur. 22 stycznia 1991 w Kruszewie – macedońska biegaczka narciarska, olimpijka. Wystąpiła w igrzyskach olimpijskich w 2010 roku, w Vancouver. Startuje głównie w zawodach Balkan Cup i zawodach FIS Race. W Pucharze Świata jeszcze nie zadebiutowała.

## Osiągnięcia

### Igrzyska olimpijskie
| Miejsce | Dzień     | Rok  | Miejscowość | Konkurencja           | Czas biegu  | Strata      | Zwyciężczyni    |
| ------- | --------- | ---- | ----------- | --------------------- | ----------- | ----------- | --------------- |
| 76.     | 15 lutego | 2010 | Whistler    | 10 km stylem dowolnym | 24:58.4 min | +9:47.4 min | Charlotte Kalla |

### Mistrzostwa świata
| Miejsce | Dzień     | Rok  | Miejscowość | Konkurencja              | Czas biegu  | Strata      | Zwyciężczyni    |
| ------- | --------- | ---- | ----------- | ------------------------ | ----------- | ----------- | --------------- |
| 83.     | 24 lutego | 2009 | Liberec     | Sprint stylem dowolnym   | –           | –           | Arianna Follis  |
| 76.     | 24 lutego | 2011 | Oslo        | Sprint stylem dowolnym   | –           | –           | Marit Bjørgen   |
| 85.     | 19 lutego | 2015 | Falun       | Sprint stylem klasycznym | –           | –           | Marit Bjørgen   |
| 68.     | 24 lutego | 2015 | Falun       | 10 km stylem dowolnym    | 25:08.8 min | +7:59.6 min | Charlotte Kalla |

### Olimpijski festiwal młodzieży Europy
| Miejsce | Dzień     | Rok  | Miejscowość     | Konkurencja            | Czas biegu  | Strata      | Zwyciężczyni         |
| ------- | --------- | ---- | --------------- | ---------------------- | ----------- | ----------- | -------------------- |
| 68.     | 17 lutego | 2009 | Wisła-Kubalonka | 5 km stylem klasycznym | 16:46,5 min | +9:19.4 min | Marjaana Pitkänen    |
| 48.     | 18 lutego | 2009 | Wisła-Kubalonka | 7,5 km stylem dowolnym | 28:15,5 min | +6:13.0 min | Anne-Tine Markset    |
| 52.     | 19 lutego | 2009 | Wisła-Kubalonka | Sprint stylem dowolnym | –           | –           | Daria Godowaniczenko |

## Biathlon

### Mistrzostwa Europy
| Rok  | Miejscowość          | Konkurencje | Konkurencje | Konkurencje | Konkurencje | Konkurencje | Konkurencje | Konkurencje |
| Rok  | Miejscowość          | IN          | SP          | PU          | MS          | RL          | MR          | SR          |
| ---- | -------------------- | ----------- | ----------- | ----------- | ----------- | ----------- | ----------- | ----------- |
| 2008 | Nové Město na Moravě | 66.         | 64.         | nd.         | nd.         | nd.         | nd.         | –           |
| 2015 | Otepää               | 65.         | 69.         | nd.         | nd.         | nd.         | nd.         | –           |